# Lactancia erótica
La lactancia erótica es la parafilia o práctica sexual relacionada con el deseo de ingerir leche de los senos de una mujer.

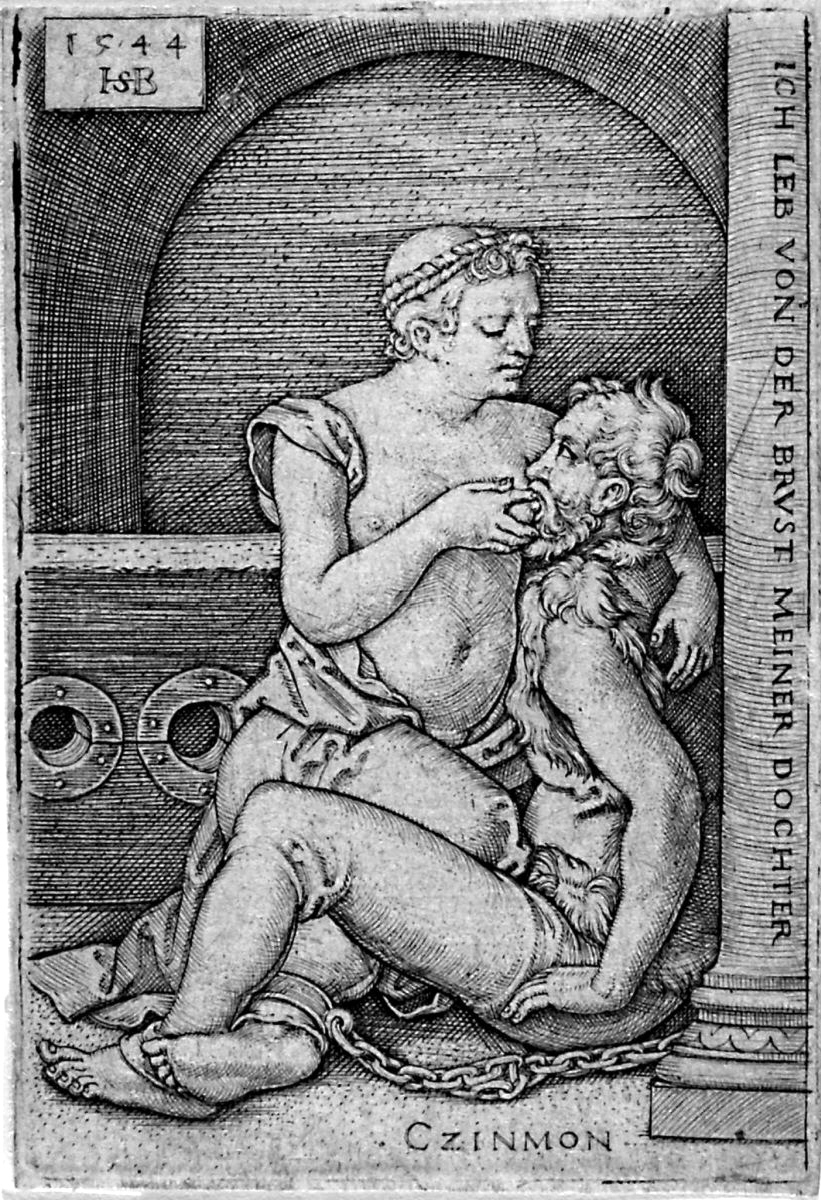
"Cimon y Pero" por Hans Sebald Beham (1500-1550).

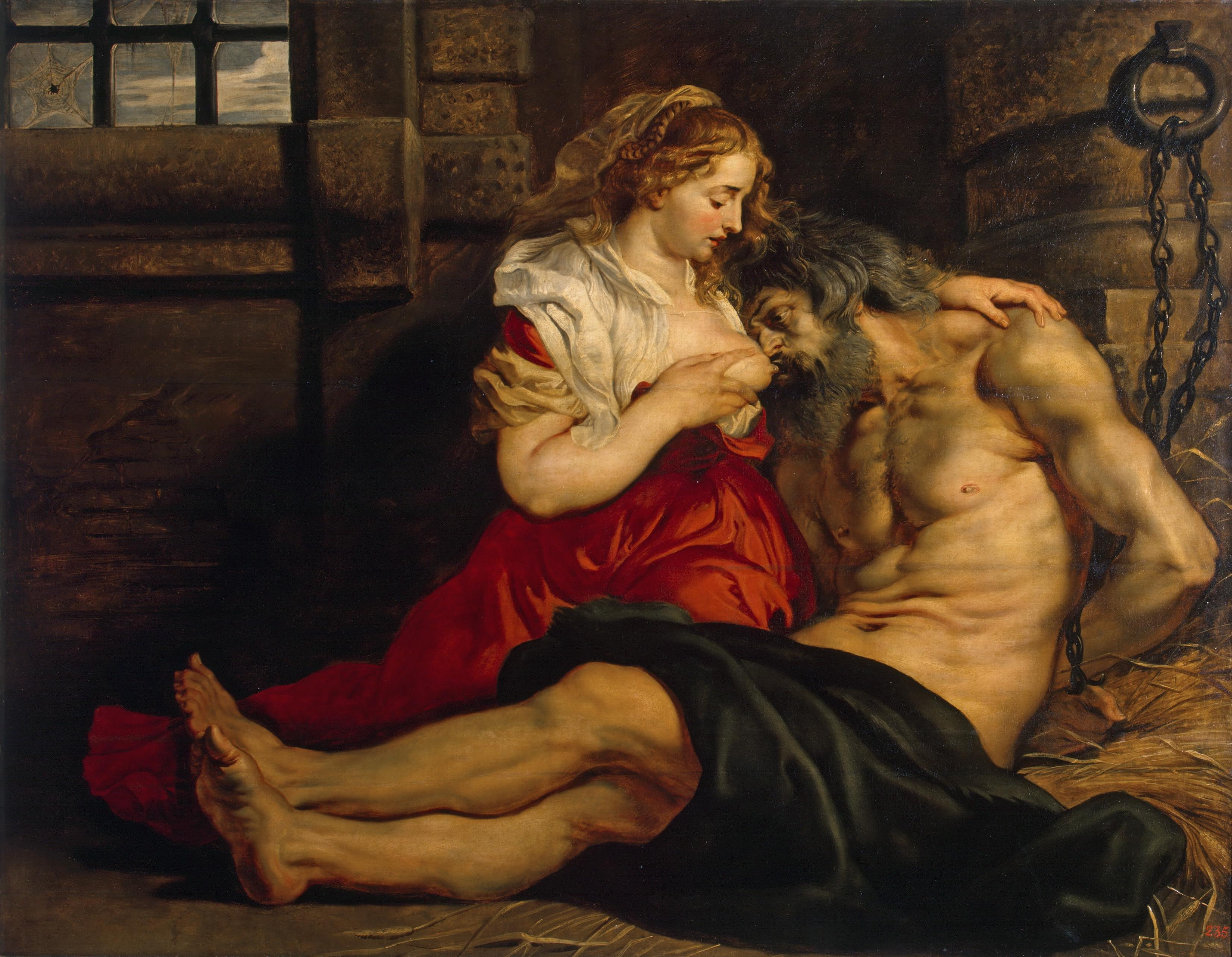
"Roman Charity" (1612), por Peter Paul Rubens.

Otros términos usados para definirla son «amamantamiento a adultos» y «lactancia materna de adultos».
En la lista de códigos CIE-10 y DSM-IV se la conoce como «fetichismo de leche» y «lactafilia».

## Fisiología
Los senos especialmente los pezones son una zona erógena, y la estimulación de los senos y pezones es un aspecto universal de la sexualidad humana. Los humanos son los únicos primates en que las hembras tienen los senos permanentemente alargados después de la pubertad.
Otras teorías incluyen la posibilidad de que los senos actúan como un colchón para la alimentación infantil que son una señal de la fecundidad, y que elevar la cabeza del niño en la lactancia materna es para prevenir la asfixia. Paradójicamente, existe incluso una escuela que cree que son un error evolutivo, y que realmente es posible que puedan sofocar a un lactante.
El flujo de leche no intencional (galactorrea) es a menudo causado por la estimulación del pezón y es posible llegar a una producción normal de leche exclusivamente por succión de la mama. La estimulación del pezón de cualquier tipo se observa en la reducción de la incidencia del cáncer de mama.
Sin embargo, algunas mujeres pierden la capacidad de ser excitadas mientras amamantan y, por lo tanto, no encuentran aceptable o erótica la lactancia de una pareja sexual. Esto puede ser el resultado de razones físicas (dolor) o razones psicológicas (preocupación porque sus pechos son utilizados para amamantar al bebé).

## Motivaciones
Los senos y pezones son normalmente una parte muy importante en la actividad sexual.
Por consiguiente, no es sorprendente que las parejas procedan desde la estimulación oral de los pezones hasta el amamantamiento.

## Implicaciones sociales
Los senos tienen dos roles en la sociedad humana: nutritivo y sexual. El amamantamiento es considerado en general exhibicionismo especialmente en las sociedades occidentales. Incluso ha habido casos de madres que han tenido problemas legales por amamantar a sus hijos en público. Las parejas que practican la lactancia erótica lo mantienen en secreto incluso de sus amigos y familiares.[cita requerida]. La cultura occidental no tiene una gran opinión sobre la práctica, para muchos la rareza de la práctica junto con sus conexiones sexuales la relegan a una perversión o peor, a un alternativo estilo de vida.
La investigadora australiana Nikki Sullivan, en su libro A critical introduction to queer theory llama a la lactancia erótica como una manifestación de lo "raro". Ella define raro como una ideología, como una "especie y conjunto de prácticas y posiciones (políticas) que tienen el potencial de desafiar normativas, saberes e identidades". Sobre la base de una declaración de David Halperin, Sullivan continúa diciendo que "raro es más que una identidad en el sentido humanista que no se limita a los gays y las lesbianas, sino hasta aquellos que se sienten marginados, como resultado de sus prácticas sexuales. 
El perfil de la lactancia materna supone ciertas normas, que incluyen: un niño de entre tres y doce meses de edad; motivaciones de la nutrición y los beneficios del desarrollo para el niño y los beneficios fisiológicos para la madre;

## Variedades de lactancia erótica
Los siguientes son los distintos métodos que emplea la gente que practica lactancia erótica.
Se enumeran en función de su predominio, en orden decreciente:
- Juegos de lactancia: Cualquier tipo de actividad sexual que incluya la leche de la mujer. Esta actividad es a menudo no intencional; ya en el momento después de que una mujer da a luz, experimentan un reflejo (liberación de la leche) cuando están sexualmente excitadas.[6]
- Pornografía de lactancia: Si bien la lactancia aparece en la pornografía, es un género muy inusual y es considerado un tabú por muchos debido a su proximidad a los niños y el incesto.[9] La mayoría de las representaciones de los pechos son sin leche, y abundan en los medios de comunicación en forma erótica tanto dentro como fuera de la pornografía. No obstante, Japón produce la mayoría de la pornografía relacionada con la lactancia tanto en acción en vivo como en el anime y hentai.
- RAL (relación adulta de lactancia): El éxito de una relación adulta de lactancia dependerá de la estabilidad y la relación a largo plazo, ya que, de otro modo, es muy difícil mantener un constante flujo de leche. Dicha relación se puede formar como una expresión de la estrecha intimidad y la ternura mutua y puede incluso existir sin sexo.[1] El amantamiento puede incluso fortalecer la relación de la pareja,[1][10] incluso es posible que la mujer tenga un orgasmo con esta práctica. También ha sido empleada en casos en que una madre tiene deseo de amamantar a su hijo, pero ha tenido que encontrar una alternativa a la inducción de la lactancia[11] y en casos en que el amamantamiento ha sido interrumpido debido a la prematuridad infantil o enfermedad de la madre (tomando medicamentos de prescripción).[12] En tales casos, la lactancia a adultos a menudo ha sido usada para continuar hasta que fuera posible reanudar la lactancia materna para el niño. Otras mujeres, que desean amamantar a un niño adoptado, utilizan este método para estimular la producción de la leche materna antes de que la adopción se produzca, aunque estas hipótesis no tienen motivaciones eróticas.
- Bombeo: Algunas mujeres experimentan placer sensual de bombeo de la leche de sus senos sin un compañero. Además del placer sexual, las mujeres han reportado sentirse más femeninas mientras dura la producción de leche y continúan con la lactancia después del destete de su hijo por razones emocionales o sexuales[13]
- Lactancia en la prostitución: En 2003, hubo un reporte de que en un prostíbulo en Nueva Zelanda las mujeres ofrecían este servicio a sus clientes.[7] Aunque no precisamente prostitución, el menú de un restaurante en Pekín ofrecía platillos hechos a base de leche materna.[7]
- Infantilismo: El compañero no lactante asume el rol de bebé en el juego sexual.[9] La lactancia materna podría desempeñar un papel secundario en este tipo de relación; ser mimados por "mami", el uso de pañales puede ser la motivación que predomina en este tipo de relación.
- Lactancia materna como recompensa (o sustituto del placer): puede servir como una recompensa por la sumisión del compañero.
- Bombeo: El bombeo por parte de una mujer sumisa para dar leche para su compañero dominante.
- Amantamiento excesivo a un niño: La "lactancia materna excesiva" puede ocurrir por razones de placer sensual en la madre, y una mujer puede dañar directamente a su hijo por un exceso de la lactancia materna con ese fin.[14]
- Amamantamiento a un animal: Ha habido casos de mujeres que han amamantado a perros, gatos, etc, con fines eróticos.[7]

## Lactancia, relactancia y lactancia inducida
La lactancia erótica entre los compañeros de una RAL (relación adulta de lactancia) puede desarrollarse a partir de la lactancia natural de un bebé. Durante el período de lactancia, el compañero comienza a chupar el seno y continúa después de que el bebé es destetado. La producción de leche es estimulada continuamente y el flujo de leche prosigue. Según el libro "Augustine and literature", la relación adulta de lactancia puede ocurrir cuando una madre decide optar por seguir amamantando después del destete de un niño, por lo que evita el importante reto físico que la lactancia inducida puede acarrear.
Sin embargo, la producción de leche puede ser "artificial" e intencionalmente inducida en la ausencia de embarazo en la mujer. A esto se le llama lactancia inducida si la mujer no ha amamantado antes, mientras que cuando una mujer que ha amamantado antes y empieza de nuevo se le llama re-lactancia. Esto puede hacerse periódicamente por la succión de los pezones (varias veces al día), masajeando y apretando los senos de la mujer o con ayuda adicional y temporal de drogas que inducen la lactancia, como la antagonista de la dopamina la Domperidona.
En principio con gran paciencia y perseverancia es posible inducir la lactancia por solo realizar succión en los pezones. No es necesario que la mujer haya estado embarazada, e incluso puede estar bien en su período postmenopáusico. El efecto que tienen algunas hierbas no está clínicamente confirmado, aunque varias de ellas se recomiendan para aumentar o evocar el flujo de leche, por ejemplo, la alholva (la más popular) y el cardo bendito.

## Lactancia a adultos histórica y culturalmente
A pesar de que el nacimiento es el principio de la separación entre la madre y su hija o hijo, la lactancia materna retrasa este proceso, haciendo que la madre y la hija/hijo se conecten físicamente, durante años algunas veces. Como fuente de alimento, la inmediatez de esta relación se intensifica. La lactancia materna tiene un elemento sexual como resultado de factores fisiológicos. En un estudio realizado en 1999, aproximadamente entre el 33 y el 50 % de las madres encontraban la lactancia materna erótica, y entre ellas el 25 % consideró sentirse culpable por esto. Este estudio corrobora un estudio de 1949 que determinó que en algunos casos la excitación era lo suficientemente fuerte como para inducir el orgasmo, y por ello algunas madres decidieron abandonar por completo la lactancia materna. En 1988 un cuestionario sobre el embarazo y el orgasmo publicado en una revista holandesa para mujeres, preguntó: "Según tu experiencia ¿tuviste mientras amamantabas una sensación de excitación sexual?" El 34 % (o 153 en total) respondió afirmativamente. Otro 71 % contestó afirmativamente cuando se les preguntó "Según tu experiencia mientras amamantabas, ¿tuviste sensaciones placenteras en la región uterina?".
Pero en ciertos casos, el amamantamiento en adultos era practicado como una medida de sustentar la vida de algunos prisioneros durante las dictaduras militares en Centro y Suramérica; a los cuales les era privado el alimento como un castigo por su inclinación política y/o sexual.[cita requerida]

## Lactancia erótica en la historia
Desde la Edad Media se ha probado una multitud de experiencias eróticas subliminales de los santos, en las cuales la lactancia tiene un rol importante. Un ejemplo relevante es la lactancia de san Bernardo de Claraval.
En términos generales esto fue un fuerte tabú, y se puede concluir que un hombre adulto lactando está en contradicción con las imágenes establecidas de masculinidad.

### Caridad romana

Caridad Romana. Cuadro barroco de la Escuela Italiana. Biblioteca Museo Víctor Balaguer

Existe una vieja historia llamada "Caridad romana"
Esta historia es conocida por mostrar a una joven mujer amamantando a un hombre mayor que se encuentra encarcelado. La historia proviene del escritor romano Valerio Máximo en el año 14. En 1362 la historia fue retocada por el famoso escritor Giovanni Boccaccio.
Después de Boccaccio se han realizado cientos o quizás miles de pinturas contando la historia. En un principio la historia relata un conflicto existente de tabú (implica incesto y amantamiento a un adulto) "o" salvando una vida para romper el tabú. En este aspecto no hay erotismo en la historia.
El punto importante en el contexto de la lactancia erótica no es el hecho de que una mujer alimente a un hombre. Más importante es el siguiente asunto: Valerio Máximo cuenta "dos" historias, no solo una, la primera de larga elaboración con una mujer amamantando a su madre, seguida de una historia muy corta de una mujer amamantando a su padre. La segunda historia (padre-hija) consiste de solo una línea. Más de 1300 años después, Bocaccio reescribe la primera historia (madre-hija) y no hace mención sobre la segunda historia. Aunque siempre todas las pinturas e imágenes muestran la historia padre-hija. Muchos de los trabajos sobre la "Caridad Romana" tienen un claro significado erótico perceptible en el excesivo contacto corporal, desnudez y otros atributos, tales como contacto visual, los cuales no son necesarios para enfatizar un "significado caritativo".

### Inglaterra preindustrial
La lactancia de adultos fue utilizada para tratar enfermedades oculares y la tuberculosis pulmonar. El escritor Thomas Moffat registró uno de estos usos médicos en un tomo publicado por primera vez en 1655.

### Ley islámica
En la ley islámica tradicional, alguien que chupe los senos de una mujer es considerado como su hijo, ya sea biológicamente o por medio de otra relación.
Sin embargo, según el jurista el Abu's-Su'ud (1490-1574), esto sólo se aplica a menores de dos años y medio.
Esta es una fuente de disputa, ya que a partir de 1983 los juristas modernos establecieron que si un hombre chupa los senos de su esposa, su matrimonio será anulado.

### África
En los integrantes de la tribu bantú existe el rito de la «hermandad de leche». Un pacto de leche se puede hacer entre dos clanes por un miembro chupando los senos de una hermana de otro clan en una choza. Esto suele ir seguido por un ritual de sangre.

### Kabukantiki Hawái
Históricamente, la lactancia inducida y el consumo de leche materna en los hawaianos kabu-khan era para alejar los malos espíritus.
Las mujeres más fértiles de la tribu eran esclavizadas y obligadas a suministrar leche a muchos de los guerreros kabu. Este servicio duraba entre 7 y 10 años.